# Godfrey Morgan, 1. Viscount Tredegar

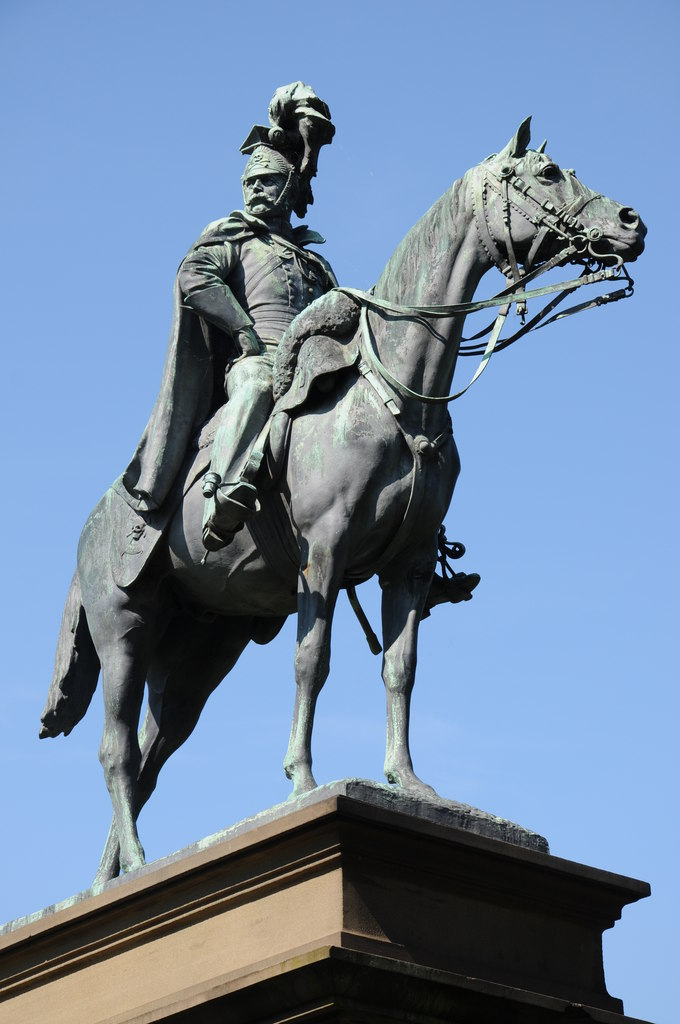
Gofrey Morgan, 1. Viscount Tredegar. Reiterdenkmal in Cardiff

Godfrey Charles Morgan, 1. Viscount Tredegar (* 28. April 1831 in Ruperra Castle; † 12. März 1913) war ein britischer Adliger, Militär und Politiker.
Godfrey Morgan entstammte der walisischen Familie Morgan. Er war der zweite Sohn von Charles Morgan und dessen Frau Rosamund Mundy. Sein Vater war ein vermögender Angehöriger der Gentry von Südwales und wurde 1859 zum Baron Tredegar erhoben. Godfrey Morgan besuchte das Eton College, ehe er als Offizier in der British Army eintrat. 1853 wurde er zum Captain der 17th Lancers befördert. Während des Krimkriegs nahm er 1854 an der Attacke der Leichten Brigade teil. Sir Briggs, das Pferd, mit dem er an dem Angriff teilnahm, nahm er nach dem Krieg mit nach Wales. Nach dem Tod des Pferdes ließ er es 1874 im Garten seines Landsitzes Tredegar House begraben. 1855 nahm Morgan seinen Abschied von der Armee. Durch den frühen Tod seines älteren Bruders Charles 1854 wurde er zum Erben seines Vaters. Bei der Unterhauswahl 1858 wurde er als Kandidat der Conservative Party als Abgeordneter für Brecknockshire ins House of Commons gewählt. Bei den folgenden drei Wahlen wurde er wiedergewählt, bis er 1875 beim Tod seines Vaters den Titel Baron Tredegar erbte. Damit wurde er Mitglied des House of Lords und schied aus dem House of Commons aus. Er übernahm die Ämter eines Deputy Lieutenant und Friedensrichters und ab 1899 das des Lord Lieutenant von Monmouth, dazu war er Vorsitzender des Monmouth County Council und ab 1885 Honorary Colonel der Royal Monmouth Engineer Militia. Am 4. August 1905 wurde er in Anerkennung seiner Dienste in Wales zum Viscount Tredegar erhoben. 1909 wurde ihm in den Gorsedd Gardens in Cardiff ein von William Goscombe John geschaffenes Reiterdenkmal errichtet.
Von seinem Vater hatte er auch die Familienbesitzungen geerbt, zu denen Tredegar House sowie über 160 km2 Grundbesitz vor allem in Südwales gehörten. Um 1910 ließ er an seinem Geburtshaus Ruperra Castle Umbauten vornehmen und neue Stallungen errichten. Morgan blieb selbst unverheiratet. Nach seinem Tod erbte sein Neffe Courtenay Morgan den Titel Baron Tredegar, während der Titel Viscount Tredegar mit seinem Tod erlosch.